# 清姓
清姓為中國姓氏之一，该姓氏人口非常少，但是分布很广。

## 起源
1. 黄帝（少昊的父亲）封于清城，以地为氏。
2. 晉國有大夫食邑於清，至晉厲公大夫清沸魋，始姓清。
3. 满族（清朝皇族后裔並不一定姓清）。
4. 锡伯族。

## 延伸阅读
[在维基数据编辑]
 《欽定古今圖書集成·明倫彙編·氏族典·清姓部》，出自陈梦雷《古今圖書集成》